# Zbigniew Gorlak
Zbigniew Gorlak (ur. 28 czerwca 1955 w Sopocie) – polski malarz, grafik, profesor Akademii Sztuk Pięknych w Gdańsku.

## Życiorys
W latach 1974–1979 studiował w gdańskiej Państwowej Wyższej Szkole Sztuk Plastycznych (obecnie: Akademia Sztuk Pięknych w Gdańsku). Dyplom uzyskał w 1979 roku w Pracowni Malarstwa prof. Władysława Jackiewicza. 
W roku 2002 został wybrany na prodziekana Wydziału Malarstwa i Grafiki Akademii Sztuk Pięknych w Gdańsku. Na Wydziale Malarstwa i Grafiki kieruje Pracownią Litografii na stanowisku adiunkta.
Uprawia malarstwo, litografię, linoryt, serigrafię. Jego prace znajdują się w zbiorach m.in. Muzeum Narodowego w Gdańsku i Kielcach, w Bibliotece Narodowej w Warszawie oraz w Centrum Firmy LEGO w Danii.
Współpracuje z Grupą Malarzy Gdańskich „W drodze”. Jest członkiem zarządu Gdańskiego Towarzystwa Przyjaciół Sztuki.

## Wystawy indywidualne
- Galeria BWA w Gdańsku (1983)
- Galeria Grafiki i Rysunku w Gdyni (1987)
- Heimatmuseum Villa Stahmer Georgmarienhütte, Osnabrück, Niemcy (1987)
- Galeria El w Elblągu (1989)
- Dom Sztuki, Warszawa (1990)
- Drukfabrik und Werbung Kappeln, Niemcy, (1993)
- Galeria Alten Raucherei, Bordesholm, Niemcy (1993)
- Galeria Biuro, Gdańsk (1994)
- Nadbałtyckie Centrum Kultury, Gdańsk (1996)
- Galeria Teatru Witkacego, Zakopane (1996)
- Muzeum Akademii Sztuk Pięknych we Wrocławiu (2001)
- Galeria 78, Gdynia (2001)
- Galeria Studio Bema 65, Warszawa (2003)
- Towarzystwo Przyjaciół Sopotu (2007)
- ARMY LE&GO, Galeria ASP w Gdańsku (2012)

Źródło:.

## Odznaczenia
- Brązowy Medal „Zasłużony Kulturze Gloria Artis” (5 grudnia 2019)[4]

## Nagrody i wyróżnienia
- Wyróżnienie Art&Business za „Najlepszy Obraz Roku 2001” za obraz Czerwona krowa (2002)[1]
- Główna nagroda Art&Business za „Najlepszy Obraz Roku 2002” za obraz Wilczyca (2003)[2]
- Nagroda Prezydenta Miasta Gdańska w Dziedzinie Kultury z okazji jubileuszu 33-lecia pracy twórczej (2012)[5]
- Stypendium Kulturalne Miasta Gdańska (2014)[6]

- Nagroda Prezydenta Miasta Gdańska w Dziedzinie Kultury z okazji jubileuszu 40-lecia pracy twórczej (2019)[5]